# Monte di Procida
Monte di Procida là một đô thị của Ý. Đô thị này thuộc tỉnh Napoli trong vùng Campania, 15 km về phía tây của Napoli đối diện với đảo Procida. Đô thị này bao gồm đảo San Martino. Monte di Procida có diện tích 3,6 km2, dân số tại thời điểm 31 tháng 12 năm 2004 là 13.282 người theo ước tính của Viện thống kê quốc gia Ý là người. 
Các đơn vị dân cư:
Đô thị Monte di Procida giáp với Bacoli.